# Gare de Villeneuve (Vaud)
Pour les articles homonymes, voir Gare de Villeneuve.
La gare de Villeneuve est la principale gare ferroviaire desservant la commune de Villeneuve dans le canton de Vaud, en Suisse.

## Situation ferroviaire
La gare de Villeneuve se situe sur la ligne ferroviaire du Simplon.
Établie à 375 mètres d'altitude, elle est la gare importante la plus proche est la gare de Montreux, desservie par la quasi-totalité des trains voyageurs circulant sur cette ligne. Les autres gares les plus proches sont, au nord, la gare de Veytaux-Chillon et au sud, celle de Roche VD.
Après celles de Montreux et de Vevey, la gare de Villeneuve est la 3e gare la plus importante du projet Agglomération Rivelac.[réf. nécessaire]

## Histoire
En décembre 2019, la gare a été adaptée pour accueillir les trains du Léman Express. Les quais ont été prolongés pour permettre aux nouvelles compositions de train de s'incérer. De nouveaux quais et de nouvelles infrastructures ont considérablement améliorées les infrastructures existantes. 

## Service des voyageurs

### Accueil
La gare de Villeneuve est transformée en gare libre-service dès le lundi 24 avril 2017.

### Desserte
La gare de Villeneuve est desservie par deux lignes du RER Vaud : la R3 reliant Vallorbe à Bex et la R4 reliant Vallorbe et/ou Le Brassus à Bex. Ces deux lignes sont parfois prolongées jusqu'à Saint-Maurice.
La gare est également desservie toutes les demi-heures dans chaque sens par un RegioExpress reliant Annemasse (ou Genève-Aéroport) à Saint-Maurice et jusqu'à Martigny une fois par heure.

### Intermodalité
L'arrêt Villeneuve VD, gare est desservi par plusieurs lignes de trolleybus et d'autobus des VMCV, des TPC et de CarPostal : 
- 111 Aigle, gare – Villeneuve VD, gare
- 120 Bex, gare / Monthey, gare CFF – Villeneuve VD, gare
- 121 Aigle, gare – Villeneuve VD, gare
- 201 Vevey, funiculaire – Rennaz, village
- 210 Villeneuve VD, gare – Villeneuve VD, centres comm.